# Symfonie nr. 2 (Berg)
De Zweedse componist Natanael Berg voltooide zijn Symfonie nr. 2 "Jaargetijden" in 1916.
Met een subtitel als jaargetijden is het meer een symfonisch gedicht dan daadwerkelijk een symfonie. Dat er vier jaargetijden zijn, maakte het eenvoudig het in de vierdelige structuur van een klassieke symfonie te schrijven. De componist maakte het hemzelf echter "moeilijk" door er weliswaar vier te componeren, maar de delen drie en vier zijn doorgecomponeerd, gescheiden door een zeer kleine pauze. Georg Schnéevoight leidde de Stockholm Kamerförening in een eerste uitvoering op 7 april 1916.

## Delen
- Lente (Printemps); presto
- Zomer (Sommar); Allegro moderato
- Herfst (Automne); Lento grave
- Winter (Huer); Lento.

De muziek van Berg ging steeds meer richting de muziek van Richard Strauss en dat viel bij velen in goede aarde in die tijd in Zweden. Een qua muziek conservatief ingestelde recensent schreef echter: "Wat is de bedoeling van het eerste deel meneer Berg?" Berg antwoordde: "Met het eerste deel onderzocht ik of het mogelijk was u wakker te krijgen, meneer H. De klassieke muziek in Zweden was ten tijde van het uitvoeren van deze muziek zeer behoudend en hoe behoudend deze muziek anno 2010 ook klinkt; destijds viel zij op; moderne muziek met een glimlach, zoals het nu gezien wordt."

## Orkestratie
- 4 dwarsfluiten, 3 hobo's waaronder ook 1 althobo, 3 klarinetten waaronder ook 1 basklarinet, 3 fagotten waaronder ook 1 contrafagot;
- 4 hoorns, 3 trompetten, 4 trombones, 1 tuba
- 1 stel pauken, 2 man / vrouw percussie waaronder triangel, bekkens, grote trom, tamboerijn, 1 harp, 1 celesta
- violen, altviolen, celli, contrabassen

## Discografie
- Uitgave CPO: het Deutsche Staatsphilharmonie Rheinland-Pfalz o.l.v. Ari Rasilainen.